# Đặt hàng bằng tiền mặt
Đặt hàng bằng tiền mặt (OTC hoặc O2C) thường đề cập đến một trong các quy trình kinh doanh cấp cao nhất (cấp độ ngữ cảnh) để nhận và xử lý đơn đặt hàng của khách hàng. Các quy trình kinh doanh cấp cao khác bao gồm "Cơ hội đặt hàng", "Mua sắm trả tiền" (P2P), "Vấn đề hoàn thành" (cho sản xuất sản xuất) "Thuê để nghỉ hưu", "Khái niệm để ra mắt" (để đổi mới và phát triển sản phẩm mới) và "Bền vững và Giữ lại" (cho dịch vụ và hỗ trợ khách hàng)
Các quy trình cấp ngữ cảnh được các doanh nghiệp sử dụng theo nhiều cách như tái cấu trúc quy trình kinh doanh, sắp xếp kiến trúc doanh nghiệp và giải pháp CNTT cũng như "kế hoạch chi tiết" như một phần của việc triển khai hệ thống hoạch định nguồn lực doanh nghiệp (ERP) như SAP, Oracle, Microsoft và NetSuite.
Trong nhiều mô hình kinh doanh, mối quan hệ hợp đồng được thiết lập trước tiên thông qua Hợp đồng hoặc Đăng ký.  Đơn hàng sau đó được nhận qua các kênh bán hàng khác nhau, chẳng hạn như điện thoại, fax, email, internet hoặc nhân viên bán hàng.  Mối quan hệ hợp đồng được xác nhận và các Đơn đặt hàng được thực hiện thông qua vận chuyển và hậu cần.  Khi hoàn thành các sự kiện quan trọng, một hóa đơn được tạo và đặt dưới dạng Bán hàng (theo yêu cầu " Ghi nhận doanh thu ").  Nếu thanh toán đã chưa được nhận, nợ được ghi lại và theo đuổi thông qua Dunning chu kỳ cho đến khi nhận được tiền.  Đặt hàng để rút tiền được hoàn thành theo quy trình Chăm sóc khách hàng (yêu cầu, yêu cầu và khiếu nại).
Nếu chúng tôi xem xét lưu lượng hệ thống ERP, điều này thường được phân loại thành chín quy trình phụ sau:
- Sự hiện diện của khách hàng
- Nhập đơn hàng (tạo đơn hàng / đặt hàng)
- Thực hiện đơn hàng (thực hiện vật lý và kỹ thuật số)
- Phân phối
- Hóa đơn
- Thanh toán / thu tiền của khách hàng
- Ứng dụng tiền mặt
- Các khoản khấu trừ [1] (Nếu hóa đơn được khách hàng thanh toán ngắn)
- Bộ sưu tập